# Posta de Hornillos
La Posta de Hornillos (también llamada Posta de los Hornillos) es una posta que data de la época colonial, ubicada en plena Quebrada de Humahuaca, dentro del departamento de Tilcara, en la provincia de Jujuy, Argentina. Funciona como Museo Histórico desde 1979. Se encuentra a 14 km al sur de la cabecera departamental.

## Historia
Construida en 1772,  fue, durante la época del Virreinato del Río de la Plata, paso obligado para los que iban de Potosí a Buenos Aires. Poco después de la Revolución de mayo de 1810, se convirtió en uno de los cuarteles del Ejército del Norte, al mando del coronel Manuel Álvarez Prado. En 1813, descansó allí el general Manuel Belgrano tras vencer en varias batallas a los españoles.

### Creación de la Posta de Hornillos
En 1772, por disposición del Visitador Alonso Carrió de la Vandera se creó la Posta de Hornillos. Su primer Maestro de Posta fue José Gregorio Álvarez y Prado, con título del 26 de septiembre de 1789. Le sucedió su hijo Pascual, en junio de 1805, y luego su hermano Luciano, en abril de 1806.
Después de 1810, la Posta de Hornillos se convirtió además en destacamento militar a raíz del inicio de las guerras revolucionarias. El puesto estuvo bajo el mando del coronel Manuel Álvarez Prado.

### Carretas y mulas
Las carretas se construyeron localmente desde la segunda mitad del siglo XVI. Caballos, mulas y carretas tiradas por bueyes fueron durante mucho tiempo los principales medios de transporte que hicieron posible el intercambio de mercaderías. Por lo general se formaban caravanas de hasta 20 carretas que llegaban a cubrir 25 km por jornada.
Jujuy se constituyó en el punto terminal, donde se reemplazaban las carretas por mulas para el transporte de carga dirigida al Alto Perú.

### Las postas y los "tambos"
La posta o lugar de relevo de la caballada en las rutas de tránsito es una institución muy antigua que se origina en Oriente.
En España funcionaron desde 1505 y de allí pasaron a América.
Antes de la llegada de los europeos, los Incas, que habían incursionado en el área que hoy es el norte argentino en el siglo XV, construyeron importantes vías de comunicación, estableciendo a lo largo de estas los tampus o tamberías, donde las tropas encontraban albergues y provisiones. De esta manera los chasquis o encargados de los mensajes imperiales conseguían recorrer grandes distancias por jornadas. Los Tampus o Tambos también fueron utilizados como destacamentos militares.

## Modernización de los transportes
La necesidad agudizó el ingenio e hizo nacer todo tipo de carros, carretas y carretillas más livianas y veloces. También se utilizaron para viajes cortos, el landó, la volanta y el break.
A fines del siglo XIX comienza el tendido de las líneas ferroviarias que llegan a San Salvador de Jujuy en 1891. Esto marcará un notable progreso en las comunicaciones de la época en esta zona.
El ferrocarril provocó un profundo impacto social y económico en la Quebrada de Humahuaca y en la Puna, siendo un nexo integrador con otras regiones y con los países vecinos, Bolivia y Perú.

## Clima
| Parámetros climáticos promedio de Vivero Hornillos (1962-1968) | Parámetros climáticos promedio de Vivero Hornillos (1962-1968) | Parámetros climáticos promedio de Vivero Hornillos (1962-1968) | Parámetros climáticos promedio de Vivero Hornillos (1962-1968) | Parámetros climáticos promedio de Vivero Hornillos (1962-1968) | Parámetros climáticos promedio de Vivero Hornillos (1962-1968) | Parámetros climáticos promedio de Vivero Hornillos (1962-1968) | Parámetros climáticos promedio de Vivero Hornillos (1962-1968) | Parámetros climáticos promedio de Vivero Hornillos (1962-1968) | Parámetros climáticos promedio de Vivero Hornillos (1962-1968) | Parámetros climáticos promedio de Vivero Hornillos (1962-1968) | Parámetros climáticos promedio de Vivero Hornillos (1962-1968) | Parámetros climáticos promedio de Vivero Hornillos (1962-1968) | Parámetros climáticos promedio de Vivero Hornillos (1962-1968) |
| Mes                                                            | Ene.                                                           | Feb.                                                           | Mar.                                                           | Abr.                                                           | May.                                                           | Jun.                                                           | Jul.                                                           | Ago.                                                           | Sep.                                                           | Oct.                                                           | Nov.                                                           | Dic.                                                           | Anual                                                          |
| -------------------------------------------------------------- | -------------------------------------------------------------- | -------------------------------------------------------------- | -------------------------------------------------------------- | -------------------------------------------------------------- | -------------------------------------------------------------- | -------------------------------------------------------------- | -------------------------------------------------------------- | -------------------------------------------------------------- | -------------------------------------------------------------- | -------------------------------------------------------------- | -------------------------------------------------------------- | -------------------------------------------------------------- | -------------------------------------------------------------- |
| Temp. media (°C)                                               | 17.2                                                           | 17.0                                                           | 15.3                                                           | 13.7                                                           | 12.3                                                           | 10.9                                                           | 9.8                                                            | 11.0                                                           | 12.0                                                           | 13.7                                                           | 15.3                                                           | 16.8                                                           | 13.8                                                           |
| Precipitación total (mm)                                       | 26                                                             | 35                                                             | 25                                                             | 4                                                              | 2                                                              | 0                                                              | 0                                                              | 1                                                              | 3                                                              | 3                                                              | 8                                                              | 27                                                             | 134                                                            |
| Días de precipitaciones (≥ 1 mm)                               | 6                                                              | 6                                                              | 5                                                              | 0.4                                                            | 0.3                                                            | 0.1                                                            | 0.1                                                            | 0.4                                                            | 1                                                              | 0.6                                                            | 3                                                              | 7                                                              | 29.9                                                           |
| Humedad relativa (%)                                           | 69                                                             | 71                                                             | 74                                                             | 69                                                             | 57                                                             | 44                                                             | 46                                                             | 44                                                             | 51                                                             | 58                                                             | 65                                                             | 69                                                             | 60                                                             |
| Fuente: Secretaría de Minería                                  |                                                                |                                                                |                                                                |                                                                |                                                                |                                                                |                                                                |                                                                |                                                                |                                                                |                                                                |                                                                |                                                                |

## Defensa Civil

### Sismicidad
La sismicidad del área de Jujuy es frecuente y de intensidad baja, y un silencio sísmico de terremotos medios a graves cada 40 años.
- Sismo de 1863: aunque dicha actividad geológica catastrófica, ocurre desde épocas prehistóricas, el terremoto del 4 de enero de 1863 (162 años),[5] señaló un hito importante dentro de la historia de eventos sísmicos jujeños, con 6,4 Richter. Pero nada cambió extremando cuidados y/o restringiendo códigos de construcción.[4]
- Sismo de 1948: el 25 de agosto de 1848 (176 años) con 7,0 Richter, el cual destruyó edificaciones y abrió numerosas grietas en inmensas zonas[5][4]
- Sismo de 2009: el 6 de noviembre de 2009 (15 años) con 5,6 Richter